# Zacate
Esta página contém alguns caracteres especiais e é possível que a impressão não corresponda ao artigo original.
Zacate, Zakat, Zakgat al-mal ([zaˈkaːt alˈmaːl] زكاة المال, "zakat sobre a riqueza"), ou Zakah (árabe: زَكَاة: 'aquilo que purifica' ) é uma contribuição religiosa obrigatória, para os muçulmanos. Em geral, o termo é  traduzido, impropriamente, como esmola.
Trata-se do terceiro dos cinco pilares do Islão. O seu pagamento é anual e obrigatório para todos os muçulmanos. De uma maneira geral incide sobre 2,5% da riqueza de cada pessoa. Cada muçulmano pode escolher a altura mais adequada do ano para pagar o zakat, mas muitos optam por fazê-lo no mês sagrado do Ramadã.
Segundo o Islão, toda a riqueza é oriunda de Allah. Aqueles que tiveram a sorte de beneficiar da sua riqueza devem por sua vez apoiar os membros mais desfavorecidos da comunidade muçulmana (a umma). O não pagamento do zakat é entendido como um pecado que será julgado no Dia do Juízo Final (Yaum al-Qiyamah). Este tributo é também visto como uma forma de purificação do crente
O dinheiro obtido a partir do zakat deve ser gasto de preferência na comunidade local.

## Beneficiários do Zakat
O Alcorão estabelece oito categorias de beneficiários do zakat:
- Fakir - os muçulmanos pobres e os que não conseguem arranjar trabalho;
- Miskin - os muçulmanos que não conseguem alcançar com o seu trabalho o mínimo para satisfazer as suas necessidades e as da sua família;
- Amil - os coletores do zakat;
- Muallaf - os convertidos ao Islão e que em função da sua conversão possam ter perdido bens e sofrido dificuldades económicas;
- Riqab - os muçulmanos que se queiram libertar do estatuto de cativo de guerra ou de escravo;
- Gharmin - os muçulmanos endividados, desde que estas dívidas tenham sido contraídas para satisfazer as necessidades básicas;
- Fisabillillah - os muçulmanos que lutam pela causa de Allah, o que pode incluir a construção de mesquitas, hospitais, escolas, o investimento em obras de divulgação do islão ou a defesa da comunidade muçulmana de agressões externas;
- Ibnus Sabil - os muçulmanos que se encontram longe do seu lar, necessitando para a ele regressar de uma quantia em dinheiro de modo a cobrir o custo da viagem.

Estas pessoas devem ser tratadas com respeito e o ato de receção do zakat não deve ser alvo de humilhação.

## Sadaqa
Os muçulmanos que desejem podem fazer outras contribuições para além do obrigatório zakat. Essas contribuições são chamadas de sadaqa; podem ser em dinheiro ou assumir outras formas, como um gesto amigável ou uma palavra de conforto a uma pessoa em crise. É importante que sejam feitas discretamente e sem que a pessoa seja movida pela vaidade.